# La Chimère
Pour plus de détails, voir Fiche technique et Distribution.
La Chimère (La chimera) est une comédie dramatique italienne réalisée par Alice Rohrwacher sortie en 2023.
Il s'agit du dernier volet d'une trilogie de films sur la vie campagnarde, que la réalisatrice avait commencée avec Les Merveilles (2014) et Heureux comme Lazzaro (2018).

## Synopsis
Dans l'Italie des années 1980, Arthur est un jeune Britannique qui met ses dons de medium au service d'une bande loufoque de pilleurs de sépultures étrusques. Les artéfacts sortis de terre en toute illégalité sont ensuite vendus à un réseau international de trafiquants d'antiquités dirigé par une Allemande. Arthur est lié à une ancienne chanteuse d'opéra qui vit dans une grande demeure qui tombe en ruines. Il a été naguère amoureux de l'une des filles de la vieille dame, à présent harcelée par ses filles et ses petites-filles. Sous le prétexte de lui donner des cours de chant, la vieille dame emploie comme domestique une jeune femme mère célibataire qui cache ses deux enfants dans la demeure. Celle-ci va peu à peu s'intéresser à Arthur et essayer de le détourner de ses activités de pillage archéologique,.

## Fiche technique
Sauf indication contraire, les informations mentionnées dans cette section peuvent être confirmées par la base de données cinématographiques IMDb,  présente dans la section « Liens externes ».
- Titre français : La Chimère[3]
- Titre original italien : La chimera[4]
- Réalisation et scénario : Alice Rohrwacher
- Photographie : Hélène Louvart
- Montage : Nelly Quettier
- Décors : Emita Frigato
- Costumes : Loredana Buscemi
- Production : Carlo Cresto-Dina
- Sociétés de production : Tempesta, Amka Films Productions, Ad Vitam, Arte, Rai Cinema
- Budget : 14,3 millions d'euros
- Pays de production :  Italie -  Suisse -  France
- Langue originale : italien
- Format : couleur — 35 mm, Super 16 et 16 mm[5],[6],[7]
- Genre : comédie dramatique
- Durée : 130 minutes
- Dates de sortie : 
  - France : 26 mai 2023 (Festival de Cannes), 6 décembre 2023 (sortie nationale)
  - Italie : 23 novembre 2023

## Distribution
Sauf indication contraire, les informations mentionnées dans cette section peuvent être confirmées par la base de données cinématographiques IMDb,  présente dans la section « Liens externes ».
- Josh O'Connor : Arthur
- Carol Duarte (VF : Rosa Cadima) : Italia, domestique de Flora
- Isabella Rossellini (VF : Déborah Perret) : Flora, ancienne professeure de chant
- Alba Rohrwacher : Spartaco, trafiquante d'antiquités
- Lou Roy-Lecollinet : Mélodie, collaboratrice de Spartaco
- Vincenzo Nemolato : Pirro, un tombarolo
- Ramona Fiorini : Fabiana
- Luciano Vergaro : Katir
- Yile Yara Vianello : Beniamina, fille disparue de Flora
- Barbara Chiesa : Nella, fille de Flora
- Elisabetta Perotto : Vera, fille de Flora
- Chiara Pazzaglia : Rossa, fille de Flora
- Francesca Carrain : Sista, fille de Flora
- Elisabetta Anella : fille aînée de Nella
- Maddalena Baiocco : seconde fille de Nella
- Giuliano Mantovani (VF : Michaël Aragones) : Jerry
- Pancrazio Capretto : l'oncle de Jerry
- Gian Piero Capretto : Mario
- Melchiorre Pala :	Melchiorre
- Alessandro Genovesi : le contrôleur (dans le train)
- Cristiano Piazzati : le vendeur ambulant  (dans le train)
- Sofia Stangherlin : Sofia (voyageuse dans le train)
- Maria Alexandra Lungu : Alexandra (voyageuse dans le train)
- Marianna Pantani : la jeune fille au profil étrusque (voyageuse dans le train)
- Valentino Santagati : un conteur
- Piero Crucitti : un conteur
- Julia Vella : Colombina, la fille d'Italia
- Agnese Graziani : Agnese
- Carlo Tarmati : un carabinier
- Milutin Dapcevic : Spalletta
- Luca Chikovani : Cico le junkie

 Source et légende : version française (VF) sur RS Doublage

## Production
Rohrwacher a conçu le film comme le troisième et dernier chapitre d'une trilogie commencée avec Les Merveilles en 2014 et poursuivie avec Heureux comme Lazzaro en 2018, avec l'intention d'enquêter sur notre relation avec le passé.
Le film a coûté environ 9,6 millions d'euros.

### Tournage
Le tournage a commencé dans le Latium en février 2022, dans le nord (entre Tarquinia, Blera, San Lorenzo Nuovo et Civitavecchia) et dans le sud. Il s'est poursuivi en Toscane (entre Montalcino, le chemin de fer Asciano-Monte Antico et Torrenieri).

## Exploitation
Le film a été présenté le 26 mai 2023 en compétition au 76e Festival de Cannes et est sorti dans les salles italiennes le jeudi 23 novembre 2023.

### Polémique
En décembre 2023, le réalisateur et acteur Josh O'Connor a publié un message vidéo contenant un appel à l'augmentation du nombre de cinémas disposés à projeter le film. À la suite de l'attention médiatique suscitée par le message vidéo, La Chimère a été projeté dans davantage de cinémas italiens, devenant le film le plus rentable dans de nombreuses salles des plus grandes villes d'Italie, notamment Milan, Rome, Bologne, Turin et Florence.
Dans un article publié dans Il Post, il est indiqué que l'objectif premier du film était d'être considéré comme un exemple canonique du cinéma italien dans les festivals internationaux, plutôt que d'être véritablement populaire en Italie. Le Hollywood Reporter Rome a comparé l'attitude des cinémas italiens à celle, moins favorable, adoptée à l'égard du film d'Emma Dante, Misericordia, qui était également en compétition dans des festivals internationaux.

## Distinctions

### Récompenses
- Festival du film italien de Villerupt 2023 : Amilcar du jury de la critique et Amilcar du jury des exploitants[18],[19]
- Prix du cinéma européen 2023 : Meilleur chef décorateur
- Prix du cinéma suisse 2024 : Quartz du meilleur son pour Xavier Lavorel[20]

### Sélections
- Festival de Cannes 2023 : sélection officielle, en compétition
- Festival international du film de Toronto 2023 : sélection en section Special Presentations